# اچ‌ام‌ای‌اس ملبورن (اف‌اف‌جی ۰۵)
اچ‌ام‌ای‌اس ملبورن (اف‌اف‌جی ۰۵) (به انگلیسی: HMAS Melbourne (FFG 05)) یک کشتی است که طول آن ۱۳۸ متر (۴۵۳ فوت) می‌باشد. این کشتی در سال ۱۹۸۹ ساخته شد.